# Разбойники (опера)
Разбо́йники (итал. I masnadieri) — четырёхактная опера итальянского композитора Джузеппе Верди на либретто, написанное Андреа Маффеи. В основу оперы лёг сюжет драмы Фридриха Шиллера «Разбойники», написанной в 1781 году на закате движения «Бури и натиска», опубликованной анонимно и вначале не предназначавшейся для постановки на сцене. Первой постановкой оперы дирижировал сам Верди. Премьера состоялась 22 июля 1847 года в лондонском театре Её Величества.

## История создания
В 1842 году театр Её Величества возглавил Бенджамин Ламли, и три года спустя на этой сцене была поставлена опера Верди Эрнани, получившая общественное признание, которое убедило Ламли, что он должен пригласить Верди, к тому времени ставшего ведущим композитором Италии, поставить очередную мировую премьеру именно в Лондоне. Верди принял предложение Ламли и начало репетиций было запланировано на лето 1846 года. Однако здоровье Верди ухудшилось, и работа над оперой была отложена до 1847 года.
На премьере оперы присутствовали королева Виктория, принц Альберт, герцог Веллингтон, а также члены британской аристократии, которые смогли получить допуск. После некоторых уговоров Верди согласился дирижировать на премьере лично, и она имела триумфальный успех, получив положительные отзывы в прессе. К сожалению, успех, подобный первоначальному, никогда не повторялся на других постановках.

## Роли
| Роль                                           | Голос   | Исполнитель на премьере 22 июля 1847 года Дирижёр: Джузеппе Верди |
| ---------------------------------------------- | ------- | ----------------------------------------------------------------- |
| граф Максимилиан фон Моор                      | бас     | Луиджи Лаблаш                                                     |
| Карл, его сын                                  | тенор   | Итало Гардони                                                     |
| Франческо, младший брат Карла                  | баритон | Филиппо Колетти                                                   |
| Амалия, племянница графа                       | сопрано | Дженни Линд                                                       |
| Арминьо, камердинер графа                      | тенор   | Леон Корелли                                                      |
| Ролла, пожилой разбойник                       | баритон |                                                                   |
| Мозер, пастор                                  | бас     | Люсьен Буше                                                       |
| Хор: разбойники, солдаты, горожане, крестьяне. |         |                                                                   |

## Сюжет
Время: XVIII век
Место: Богемия, Саксония

### Акт 1
- Сцена 1. Таверна на границе Саксонии

Карл, старший и любимый сын старого граф фон Моора, уехал учиться в Дрезден, но бросил учебу и живёт разгульной жизнью и водит дружбу с  бандой разбойников и головорезов, которые терроризируют местное население грабежом и вымогательствами.
Карлу надоела подобная жизнь, фон Моор жаждет вернуться домой, чтобы быть с Амалией, своей возлюбленной. Он получает ответ на письмо, которое отправил своему отцу с просьбой простить его за недавние проступки (послание доставил Ролла). Вскоре радость Карла сменяется скорбью, а затем и гневом. Письмо оказывается подложным, и написал его не старый граф, а младший брат Карла Франческо;  он советует Карлу не возвращаться домой, потому что старый граф не только не простил его, но и  якобы намерен лишить наследства.
Разгневанный Карл клянётся остаться со своими товарищами-разбойниками до конца своих дней. Грабители единогласно избирают его своим главарем.
- Сцена 2. Графский замок

Франческо удалось перехватить письма от Карла. Зная, что старый граф любит Карла и наверняка простит его, он решает умертвить отца и подговаривает Арминьо, слугу, обмануть старого графа и сообщить ему о гибели Карла.
- Сцена 3. Комната старого графа

Амалия ухаживает за больным графом Максимилианом. Они оба с нежностью вспоминают о пропавшем без вести Карле (Lo sguardo avea degli angeli / «Его лицо было улыбкой ангела»). Вошедший Арминьо показывает старому графу перехваченное письмо от Карла, якобы со следами его крови и сообщает, что Карл погиб. Граф падает в обморок. Франческо рад тому, что его план удался, и теперь он единственный претендент на наследство.

### Акт 2
- Сцена 1. Кладбище около графского замка

Спустя несколько месяцев Амалия молится на могиле старого графа. Слышны звуки праздничного пира, организованного Франческо, вступившего в свои наследственные права. Мучимый чувством вины, камердинер Арминьо открывает Амалии тайну: старый граф не умер; он находится в подземелье замка под присмотром Арминьо. Франческо посылает за Амалией и просит её выйти за него замуж. Получив отказ, он приходит в ярость и разражается страшными угрозами. Амалия вынуждена бежать из замка. 
- Сцена 2. Поляна в Богемском лесу

Ролла был захвачен властями, и разбойники решают его освободить. Карл отправляет товарищей на разведку, а сам предаётся грустным воспоминаниям, скучая по отцу и Амалии. Внезапно разбойники поднимают тревогу: они окружены местными жителями и вынуждены дать отпор.

### Акт 3
- Сцена 1. Поляна в лесу Франконии

Уцелевшие после схватки грабители поют победную песню. Внезапно они видят заблудившуюся Амалию. Она рассказывает об ужасах, чинимых Франческо в замке. Карл приходит в неистовство, узнав о судьбе старого отца, но стыдится признаться Амалии, что он главарь преступной шайки.
- Сцена 2. Окрестности графского замка

Карл встречает Арминьо и старого графа; оба не узнают его. Думая, что это Франческо, Арминьо заявляет, что не может выполнить его приказ убить старика. Граф сетует, что Франческо хотел похоронить его живьём, и так бы и произошло, если бы не Арминьо, спрятавший старого графа и окруживший его заботой. По приказу Карла разбойники бросаются в графский замок.

### Акт 4
- Сцена 1. Комната Франческо

Франческо снится Страшный суд. Он призывает пастора помолиться за его преступную душу, но священник отказывает ему, так как такой тяжкий грех, как убийство собственного отца, он отпустить не может. Разбойники врываются в замок. Карл пытается убить Франческо, но тому удаётся скрыться.
- Сцена 2. Лесная поляна

Старый граф по-прежнему не узнаёт Карла, однако благодарит молодого человека за спасение. Он всё ещё думает, что его любимый сын погиб в сражении. Бандиты рассказывают, что Франческо удалось скрыться. Карл раскрывает своё инкогнито и сообщает, что он теперь главарь разбойников. Хоть и обрадованный возвращением сына, отец в ужасе от его теперешнего рода занятий. Амалия заявляет, что несмотря ни на что желает быть с Карлом. Верный своей разбойничьей клятве, Карл убивает Амалию и сдаётся властям. 